# Travuniidae
Die Travuniidae sind eine Familie der Weberknechte (Opiliones). Die Familie wurde in der Vergangenheit recht verschieden abgegrenzt und umschrieben. In der gegenwärtigen Auffassung (Stand 2021) umfasst sie ausschließlich in Europa verbreitete Arten. Der Familie früher zugeschriebene Arten aus Nordamerika und Japan werden heute anderen Familien zugeordnet. Alle Arten der Travuniidae sind hoch spezialisierte Besiedler von Karsthöhlen.

## Merkmale
Travuniidae sind kleine Weberknechte mit einer Körperlänge von ein bis drei Millimeter (ohne Beine gemessen). Ihr Körper ist abgerundet, im vorderen Drittel nur seicht eingeschnürt, die Vorderkante des dorsalen Schilds (Carapax) ohne Bewehrung durch Dornen oder andere Fortsätze. Auch alle Tergite und Sternite des Körpers tragen keine Dornen oder Stacheln. Alle Arten sind, angepasst an die troglobionte (auf das Leben in Höhlen spezialisierte) Lebensweise augenlos und blind. Die vier langen und schlanken Laufbeinpaare sind ebenfalls unbewehrt, das Sternum auf der Ventralseite ist nach vorne keilförmig verengt. Wie typisch für die Laniatores sind die Pedipalpen zu Raubbeinen umgestaltet, diese sind robust und markant bestachelt, ihr Femur oben konvex gerundet mit einer ventralen Reihe von haartragenden Tuberkeln. Die Krallen der Laufbeinpaare drei und vier sind wie bei den meisten Arten der Überfamilie abgeflacht schildförmig abgewandelt (Peltonychium genannt), der Schild seitlich gezähnt. Das Grundglied der Cheliceren ist schlank und nur mit undeutlichen Tuberkeln besetzt, ihr Scherenfinger niemals angeschwollen. Der Ovipositor der Weibchen ist kurz und ungegliedert, an der Spitze (Apex) zu vier stumpfen Loben ausgezogen und nur schwach mit Haaren (Setae) besetzt.
Von den verwandten Familien der Überfamilie Travunioidea sind die Travuniidae, wie hier definiert, in erster Linie nach Merkmalen des Penis der Männchen zu unterscheiden. Dessen vorderer (apikaler) Teil, Glans genannt, ist nur schwach abgesetzt, er ist abgeflacht und verbreitert mit seitlichen zahn- oder flügelartigen Erweiterungen.

## Verbreitung und Lebensweise
Alle Arten der Travuniidae sind höhlenlebende (troglobionte) Endemiten des verkarsteten Dinarischen Gebirges im Nordwesten der Balkanhalbinsel, östlich der Adria.

## Phylogenie und Taxonomie
Die Familie und ihre Gattungen sind in ihrer Taxonomie und Nomenklatur problematisch und durch zahlreiche divergierende Auffassungen zu den korrekten Namen gekennzeichnet. Die heutige Familie Travuniidae entspricht der Unterfamilie Travuniinae der älteren Systeme. Die 2014 als Unterfamilien Briggsinae und Cladonychiinae zugeordneten Gattungen wurden in einer phylogenomischen Arbeit 2018 als nicht mit diesen zusammengehörig erkannt. Den Ergebnissen zufolge sind die Travuniidae der basalste Abzweig der Travunioidea, mit allen anderen gemeinsam als Schwestergruppe.

## Arten der Familie
Heute (Stand 2019) werden folgende Arten der Familie zugeordnet
- Gattung Dinaria Roewer, 1935
  - Dinaria vjetrenicae (Hadži, 1932). Endemit der Höhle von Vjetrenica, Bosnien und Herzegowina.
- Gattung Travunia Absolon, 1920 (Synonym Abasola  Strand, 1928, Absolonia Roewer, 1915, ein jüngeres Homonym von  Absolonia Börner, 1901 (Collembola))
  - Travunia borisi (Hadži, 1973). Endemit in Höhlen in Bosnien und Herzegowina
  - Travunia hofferi (Šilhavý, 1936). Endemit in Höhlen Montenegros.
  - Travunia jandai Kratochvíl, 1937. Endemit in Höhlen Kroatiens.
  - Travunia troglodytes (Roewer, 1915). Typusart der  Gattung. Endemit in Höhlen von Bosnien und Herzegowina sowie Kroatiens.
- Gattung Trojanella Karaman, 2005
  - Trojanella serbica Karaman, 2005. Nur in einer Höhle des Stara-Planina-Gebirges, Serbien.[6]

Die einzige früher dieser Familie zugeordnete mitteleuropäische Art Peltonychia leprieuri (Lucas, 1860) wurde inzwischen in die Familie Cladonychiidae transferiert.